# Shifang
Shifang is een arrondissementstad in de provincie Sichuan van China. Shifang behoort tot de prefectuurstad Deyang. Shifang heeft meer dan 100.000 inwoners. 
Shifang is ernstig beschadigd door de aardbeving in Sichuan van mei 2008.

## Geografie
Shifang is verdeeld in:
- twee subdistricten
  - Fangting (方亭街道)
  - Zaojiao (皂角街道)
- en veertien grote gemeentes
  - Yuanshi (Sichuan) (元石镇)
  - Huilan (回澜镇)
  - Luoshui (洛水镇)
  - Hefeng (禾丰镇)
  - Shuangsheng (双盛镇)
  - Mazu (Sichuan) (马祖镇)
  - Yinfeng (隐丰镇)
  - Majing (马井镇)
  - Yinghua (蓥华镇)
  - Nanquan (南泉镇)
  - Jiandi (湔氐镇)
  - Hongbai (红白镇)
  - Bajiao (八角镇)
  - Shigu (师古镇)